# Jason Collier
Jason Jeffrey Collier (Springfield, Ohio, 8 de septiembre de 1977-Atlanta, Georgia, 15 de octubre de 2005) fue un jugador de baloncesto estadounidense que disputó cinco temporadas en la NBA. Con 2,13 metros de altura, jugaba en la posición de pívot. Fue el primer jugador en activo en fallecer desde Malik Sealy en 2000.

## Carrera

### Universidad
Collier acudió al Catholic Central High School de su ciudad natal, Springfield, en Ohio, y lideró al equipo al campeonato estatal en 1996. 
Después de pasar sus dos primeras, y buenas, temporadas en la Universidad de Indiana (donde promedió 10 puntos y 5,4 rebotes) marchó a jugar a Georgia Tech. En la temporada 1998-99 firmó 17,2 puntos y 7,3 rebotes. Como sénior, en la 1999-00 promedió 19 puntos, 9,2 rebotes y 1,6 asistencias. Como júnior y sénior fue incluido en el 2.º Quinteto de la Atlantic Coast Conference, además de la honorable mención All-America por Basketball Digest que recibió en su última temporada.
En los 97 partidos que Collier disputó en la NCAA tuvo 13.9 puntos y 7.1 rebotes de media.

### NBA
Collier fue drafteado por Milwaukee Bucks en el puesto 15 de 1.ª ronda del draft de 2000. Tras esta elección, fue traspasado, junto a una futura 1.ª ronda, a Houston Rockets a cambio de Joel Przybilla. Con los Rockets jugó 3 discretas temporadas en las que en ninguna jugó más de 25 partidos debido a las lesiones.
El 30 de septiembre de 2003 firmó con Minnesota Timberwolves como agente libre, pero lo cortó sin llegar a jugar, de modo que Atlanta Hawks lo repescó el 8 de marzo de 2004, y aprovechando su oportunidad debido a la mala plantilla del equipo, promedió 11,3 puntos y 5,6 rebotes en los 20 partidos que jugó, y así consiguió dos contratos de 10 días pero al final fue contratado para el resto de temporada.
En la temporada 2004-05 disputó 70 partidos promediando 5,7 puntos y 2,6 rebotes.

## Fallecimiento
El 15 de octubre de 2005, durante la pretemporada, falleció repentinamente en Cumming, Georgia a la edad de 28 años. La autopsia indicó que murió a causa de una «alteración repentina del ritmo cardíaco causada por un agrandamiento anormal del corazón». El médico forense jefe de Georgia, el Dr. Kris Sperry, dijo que el corazón de Collier «estaba por encima de los límites aceptados, incluso para un hombre de su tamaño», y dijo que el órgano tenía aproximadamente una vez y media el tamaño que debería tener. Se informó que experimentó dificultad para respirar antes de perder el conocimiento. El tratamiento médico fue realizado por técnicos médicos de emergencia, pero Collier murió de camino al hospital.
Su dorsal 40 fue retirado por Atlanta Hawks el 2 de diciembre de 2005.
Su padre Jeff jugó también en Georgia Tech de 1973-76 y llevaba el 40 que su hijo portó en la NBA.

## Estadísticas de su carrera en la NBA

### Temporada regular
| Año     | Equipo  | PJ  | PT | MPP  | %TC  | %3P  | %TL   | RPP | APP | ROB | TPP | PPP  |
| ------- | ------- | --- | -- | ---- | ---- | ---- | ----- | --- | --- | --- | --- | ---- |
| 2000-01 | Houston | 23  | 0  | 9.7  | .380 | .000 | .708  | 1.6 | .3  | .1  | .1  | 3.1  |
| 2001-02 | Houston | 25  | 2  | 14.6 | .432 | .000 | .750  | 3.3 | .4  | .2  | .2  | 4.2  |
| 2002-03 | Houston | 13  | 3  | 8.0  | .472 | .000 | 1.000 | 2.2 | .1  | .2  | .1  | 2.8  |
| 2003-04 | Atlanta | 20  | 16 | 27.3 | .479 | .250 | .788  | 5.6 | .9  | .6  | .6  | 11.3 |
| 2004-05 | Atlanta | 70  | 44 | 13.5 | .463 | .429 | .676  | 2.6 | .3  | .2  | .2  | 5.7  |
| Total   | Total   | 151 | 65 | 14.4 | .455 | .350 | .738  | 2.9 | .3  | .2  | .2  | 5.6  |